# Kanton Saint-Gervais-les-Bains
Kanton Saint-Gervais-les-Bains (fr. Canton de Saint-Gervais-les-Bains) je francouzský kanton v departementu Horní Savojsko v regionu Rhône-Alpes. Skládá se ze tří obcí.

## Obce kantonu
- Les Contamines-Montjoie
- Passy
- Saint-Gervais-les-Bains